# Маргак
Марга́к (тадж. Марғак) — село у складі Хатлонської області Таджикистану. Входить до складу Зарбдорського джамоату Кулобського району.
Назва означає галявинка.
Колишні назви Гультепа, Гульбог.
Населення — 574 особи (2010; 577 в 2009).